# Zebrazwergspecht

Verbreitungsgebiet des Zebrazwergspechtes

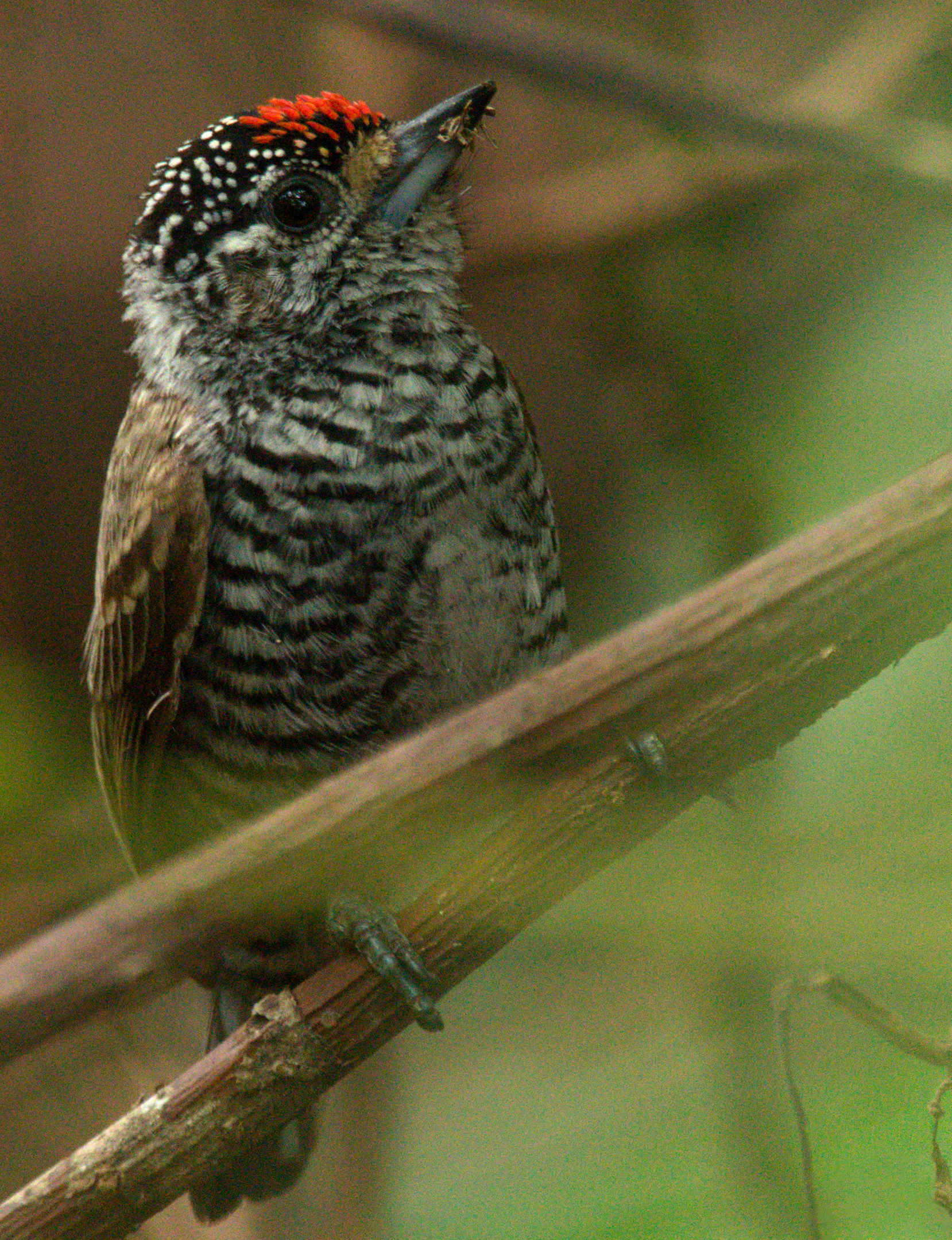
Picumnus cirratus (Männchen) im Botanischen Garten von Asunción, Paraguay

Der Zebrazwergspecht (Picumnus cirratus) ist eine Vogelart  aus der Gattung der Zwergspechte (Picumnus) aus der Familie der Spechte (Picidae).
Der Vogel kommt in zwei getrennten Verbreitungsgebieten vor, im Norden Südamerikas in Französisch-Guayana, im Südwesten Guyanas und im Nordosten Brasiliens sowie weiter südlich von Argentinien über Bolivien und Paraguay bis Uruguay.
Der Lebensraum umfasst offene baum- und strauchbestandene Flächen, auch Galeriewald.

## Merkmale
Die Art ist 10 cm groß und wiegt zwischen 6 und 12 g. Das Männchen hat eine schwarze bis zum Nacken reichende Kopfkappe mit weißen Punkten, die Stirn trägt breite rote Federspitzen, die einen roten Fleck bilden. Die Nasenhaare sind weiß bis bräunlich, die Wangen dunkelbraun, die Ohrdecken angedeutet schwärzlich gebändert mit kleinem weißem Hinteraugenstreif. Die Nackenseiten sind schwärzlich gebändert. Die Oberseite ist matt bräunlich, manchmal diskret gebändert. Die Flügeldecken sind braun und haben gelbbraune Ränder, die Flugfedern sind dunkelbraun, die Armschwingen und Schirmfedern tragen hellere Ränder. Die Schwanzoberseite ist dunkelbraun, das zentrale Federpaar hat auf der Innenseite einen weißen Streifen, die äußeren Steuerfedern haben einen schräg verlaufenden weißen Subterminalfleck.
Kinn und Kehle sind weiß bis hellbräunlich mit schwärzlicher Bänderung, die übrige durchgehend schwarz gebänderte Unterseite ist weiß, Flanken gelbbraun überhaucht. Die Flügelunterseite ist blass braun, die Unterflügeldecken sind etwas heller. Der Schnabel ist kurz, der Schnabelfirst leicht gebogen, schwarz mit etwas hellerer Basis am Unterschnabel. Die Iris ist dunkel kastanienbraun, die Orbitalhaut blaugrau, die Beine sind grau.
Beim Weibchen fehlt das Rot am Kopf. Jungvögel sind dunkler und matter gefärbt, noch ohne weiße Kopfflecken, und meist deutlicher gebändert.
Die Art unterscheidet sich vom Andenzwergspecht (Picumnus dorbignyanus) durch braunere Oberseite, gebänderte und weniger geschuppte Unterseite, vom Temminckzwergspecht (Picumnus temminckii) durch das Fehlen von Zimttönen im Gefieder.
Die Art kann mit dem Varzeazwergspecht (Picumnus varzeae) entlang des Amazonasflusses, dem Andenzwergspecht (Picumnus dorbignyanus) in Bolivien, dem Temminckzwergspecht (Picumnus temminckii) im Südosten Brasiliens und dem Weißschuppen-Zwergspecht (Picumnus albosquamatus) in Bolivien hybridisieren.

## Geografische Variation
Es werden folgende Unterarten anerkannt:
- P. c. macconnelli Sharpe, 1901[5] – Nordosten Brasiliens (Amazonasbecken bis Rio Tapajós), Oberseite ungebändert, dunkelbraune Ohrdecken manchmal mit weißen Punkten, kräftige breite Bänderung an Kinn, Kehle und Oberbrust
- P. c. confusus Kinnear, 1927[6] – Südwesten Guyanas, Französisch-Guayana und Roraima im äußersten Norden Brasiliens, dunklere Ohrdecken ohne weiße obere Begrenzung, brauner Rücken mit blasser Bänderung, sehr schmale helle Flügelspitzen und deutlich gebänderte Kehle
- P. c. cirratus Temminck, 1825[7], Nominatform, – Südosten Brasiliens von Minas Gerais und Espírito Santo bis Osten Paraguays
- P. c. pilcomayensis Hargitt, 1891[8] – Südosten Boliviens und Paraguay bis Nordosten Argentiniens und Uruguay, Oberseite grau, Unterseite mit dichter stehender schwarzer und weißer Bänderung, beim Männchen weniger Rot auf der Kopfkappe
- P. c. tucumanus Hartert, E.J.O., 1909}[9] – Nordwesten Argentiniens, grau-braune Oberseite deutlicher gebändert, Kehle gelblich-braun, Brust dunkler gebändert, auf der Unterseite größerer Abstand zwischen den schwarzen Bändern, beim Männchen ist das Rot nur auf der Stirn, oft auch weniger weiße Flecken auf der Haube
- P. c. thamnophiloides Bond, J. & Meyer de Schauensee, 1942[10] – Südosten Boliviens bis Nordwesten Argentiniens, Oberseite grau, Unterseite weniger strukturiert, an Kehle und oberer Brust einzelne dunkle Bänder, Flanken mit pfeilspitzenartiger Zeichnung, Unterseite fast unstrukturiert

## Stimme
Der Ruf des Männchens wird als hohes, abfallendes oder langgezogen wellenförmiges “tsirrrr” beschrieben, auch als “tsirit, tsick”. Der Vogel trommelt laut auf kleinen toten Stümpfen.

## Lebensweise
Die Nahrung besteht hauptsächlich aus kleinen Insekten, Larven und Eiern von holzbohrenden Käfern und Ameisen, die hörbar hämmernd aus Löchern in Bäumen und Sträuchern gesammelt werden. Gejagt wird einzeln, manchmal in gemischten Jagdgemeinschaften auf unterer und mittlerer Vegetationsebene, meist im Unterholz. Der Vogel hängt oft unten an Zweigen oder an deren Spitze.
Die Brutzeit liegt im Norden zwischen Juli und Dezember, im Süden zwischen September und März. Beide Elternvögel stellen die Nisthöhle her, oft nur wenige Meter über dem Erdboden, gerne in schmalen Stämmen, der runde oder ovale Eingang ist 2–4 cm groß, die Höhle 10–20 cm tief. Die Art ist ein vermutlich ein Standvogel, insbesondere wird das Nistgebiet nur ungern verlassen. Das Gelege besteht aus 2–4 weißen Eiern.

## Etymologie und Forschungsgeschichte
Die Erstbeschreibung des Zebrazwergspechts erfolgte 1825 durch Coenraad Jacob Temminck unter dem wissenschaftlichen Namen Picumnus cirratus und bezog sich Capintero del enano von Félix de Azara. Als Verbreitungsgebiet gab er Brasilien und Paraguay an. Mit der gleichen Lieferung führte er auch den neuen Gattungsnamen Picumnus ein. Der Begriff Picumnus ist das Diminutiv von lateinisch picus ‚Specht‘. In der römischen Mythologie wurde der Gott Picumnus laut Nonius Marcellus mit dem Grünspecht assoziiert. Der Artname cirratus leitet sich von lateinisch cirratus, cirrus ‚Locken, lockig, frasig‘ ab. Macconnelli ist Frederick Vavasour McConnell (1868–1914) gewidmet. Pilcomayensis bezieht sich auf den Río Pilcomayo, tucumanus auf die Provinz Tucumán. Thamnophiloides ist ein Wortgebilde aus θαμνος thamnos, deutsch ‚Busch‘, φιλεω, φιλος phileō, philos, deutsch ‚lieben, Liebender‘ und -οιδης -oidēs, deutsch ‚-ähnelnd‘. Hierbei steht der erste Teil des Wortes Thamnophilus Vieillot, 1816 für eine Gattung aus der Familie der Ameisenvögel. Schließlich hat confusus seinen Ursprung in lateinisch confusus, confundere ‚verwirrt, vermischen‘. Alfred Laubmann hatte für sein Werk Die Vögel von Paraguay vier Bälge, gesammelt von Eugen Josef Robert Schuhmacher (1906–1973) und  Michael Mathias Kiefer (1902–1980) in Puerto Sastre im Gran Chaco, im Bergland des Río Apa und bei Nueva Germania, zur Verfügung. In der Literatur fand er viele Nachweise für das Land, so z. B. in Lambaré durch Hans Hermann Carl Ludwig von Berlepsch,  in Ybytimí (Dorf nahe Paraguarí) und Sapucai durch Charles Chubb, in Asunción sowie Monte Sociedad durch Arnaldo de Winkelried Bertoni, in Bernalcue durch Carl Eduard Hellmayr und in Puerto Pinasco im Departamento Presidente Hayes durch Alexander Wetmore.

## Gefährdungssituation
Der Bestand gilt als „nicht gefährdet“ (least Concern).